# Deltatheroides
Deltatheroides — вимерлий рід Deltatheridiidae з крейди Монголії.